# Lechytia kuscheli
Lechytia kuscheli es una especie de arácnido del orden Pseudoscorpionida de la familia Lechytiidae.

## Distribución geográfica
Se encuentra en la Isla Juan Fernández (Chile).